# Sinclair C5

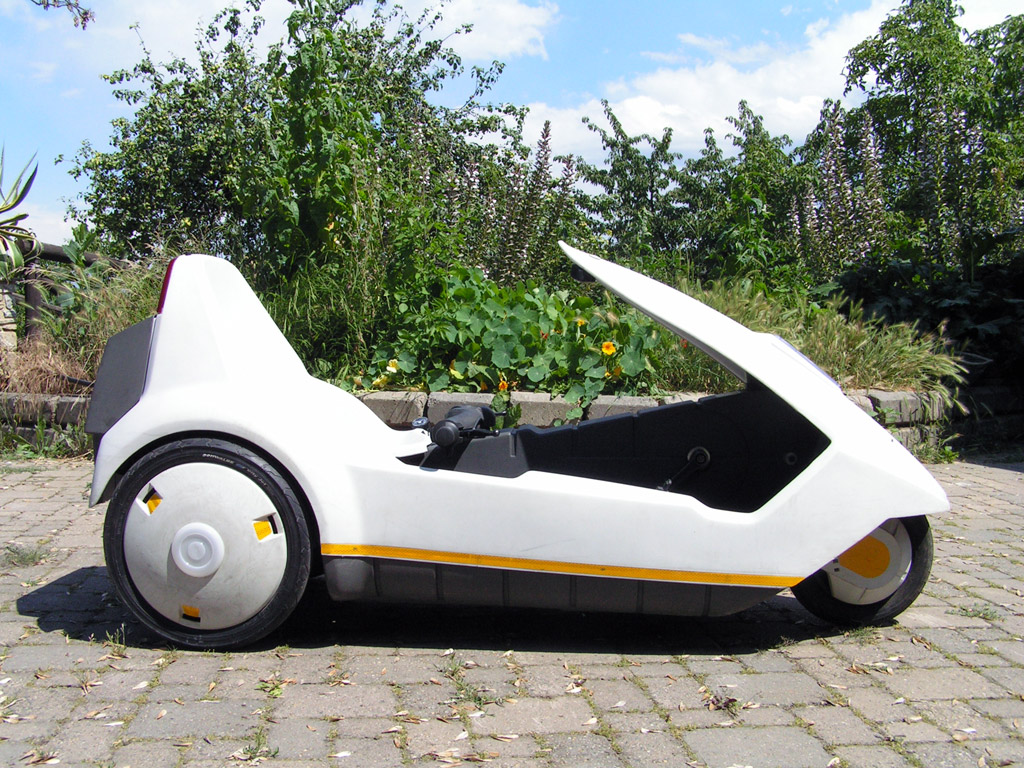
Sinclair C5

Sinclair C5 je elektrické jednomístné tříkolové vozítko vyráběné v polovině 80. let 20. století britskou společností Sinclair Vehicles, jejímž zakladatelem byl vynálezce Clive Sinclair. Na trh bylo uvedeno v lednu 1985, ovšem nebylo komerčně příliš úspěšné, z vyrobených 14 tisíc kusů se před úpadkem společnosti prodala pouze zhruba třetina. Ve stádiu plánů tak zůstala následná vozítka Sinclair C10 a Sinclair C15. I tak ale toto vozítko bylo komerčně úspěšnější než o několik let mladší Sinclairův výrobek, elektrokolo Zike.
Maximální rychlost Sinclair C5 byla 15 mph (24 km/h), aby nebylo nutné pro jeho řízení mít ve Velké Británii řidičský průkaz.
I v současné době existují propagátoři tohoto vozítka. Existuje také klub vlastníků vozítka Sinclair C5.
Podobné koncepce jako Sinclair C5 je i další Sinclairův výrobek, vozítko Sinclair X-1, které se ovšem nezačalo nikdy sériově vyrábět.
Na koncept Sinclair C5 navazuje elektrická tříkolka IRIS eTrike, jejímž autorem je synovec Cliva Sinclaira, Grant.

## Technické informace[8]
- hmotnost: 99 liber (45 kg; z toho 1/3 hmotnosti tvořila hmotnost baterie),
- počet míst pro cestující: 1,
- výkon motoru: 250 W,
- dojezd: asi 20 mil (32 km),
- výška: 2'6" (795 mm),
- šířka: 2'6" (744 mm),
- délka: 6'9" (1744 mm),
- nabíjecí doba: 8 hod.